# Пан Щасливець
«Пан Щасливець» (англ. Mr. Bliss) — дитяча повість англійського письменника Дж. Р. Р. Толкіна, оформлена у вигляді книжки-картинки, яку посмертно видало видавництво George Allen & Unwin 20 вересня 1982 року.
В українському перекладі книгу видало видавництво «Астролябія» у 2025 році.

## Сюжет
Ця повість розповідає про пана Щасливця та його захопливу першу подорож на новенькому автомобілі. На його шляху з’являються несподівані труднощі: він зустрічає ведмедів, стикається з розгніваними сусідами, обуреними крамарями і, звісно ж, не обходиться без курйозних зіткнень. 

## Концепція та історія створення
Спочатку Дж. Р. Р. Толкін створив цю книгу для своїх дітей, коли ті ще були маленькими. Її основою стали пригоди, які він пережив зі своїм першим автомобілем, придбаним у 1932 році. Образ ведмедів автор запозичив з іграшкових ведмедиків, що належали його синам. Толкін не лише написав текст, але й створив ілюстрації для книги. Розповідь і малюнки гармонійно поєднані: текст часто пояснює або доповнює ілюстрації, створюючи цілісне враження.
Критики порівнюють «Пана Щасливця» з творами Беатрікс Поттер, Едварда Ліра, а також з «Вітром у вербах» Кеннета Грема.
Рукопис «Пан Щасливець» не був опублікований за життя Толкіна. Він запропонував його своїм видавцям після успіху «Гобіта», але ілюстрації, виконані чорнилом і кольоровими олівцями, значно збільшували вартість виробництва книги. Толкін погодився створити спрощені ілюстрації, проте через брак часу так і не реалізував це. Текст залишався у шухляді до 1957 року, коли Толкін продав його разом із рукописами «Володаря перснів», «Гобіта» та «Фермера Джайлза із Гема» Університету Маркетта за 1500 фунтів стерлінгів. Уперше книгу було видано видавництвом George Allen & Unwin у твердій оправі 1982 року. На одній сторінці були рукопис Толкіна та його ілюстрації, а на протилежній — друкований текст.
З цієї повісті Толкін запозичив два імені для гобітів із «Володаря перснів».

## Видання українською мовою
- Толкін, Джон Рональд Руел. Пан Щасливець / Пер. з англ.: Катерина Міхаліцина; іл.: Дж. Р. Р. Толкін. — Львів: Видавництво «Астролябія», 2025. — 192 с. ISBN 978-617-664-304-3